# 臭化アンモニウム
臭化アンモニウム（しゅうかアンモニウム、Ammonium bromide、NH4Br）は、写真とエマルションの製造に使われる物質である。また、炎の遅延反応剤としても使われる。
臭化アンモニウムは臭化水素とアンモニアの直接反応から作ることができる。結晶は無色のプリズム状で、塩味を持つ。加熱すると昇華し、水には溶けやすい。空気にさらすと徐々に空気中の酸素により酸化され黄色味を帯びる。